# Alpico交通
Alpico交通株式會社（日语：／）是一家總部位於長野縣松本市的公司。公司主要營運交通（鐵路、巴士）事業。Alpico交通為Alpico控股的完全子公司之一。

## 概要

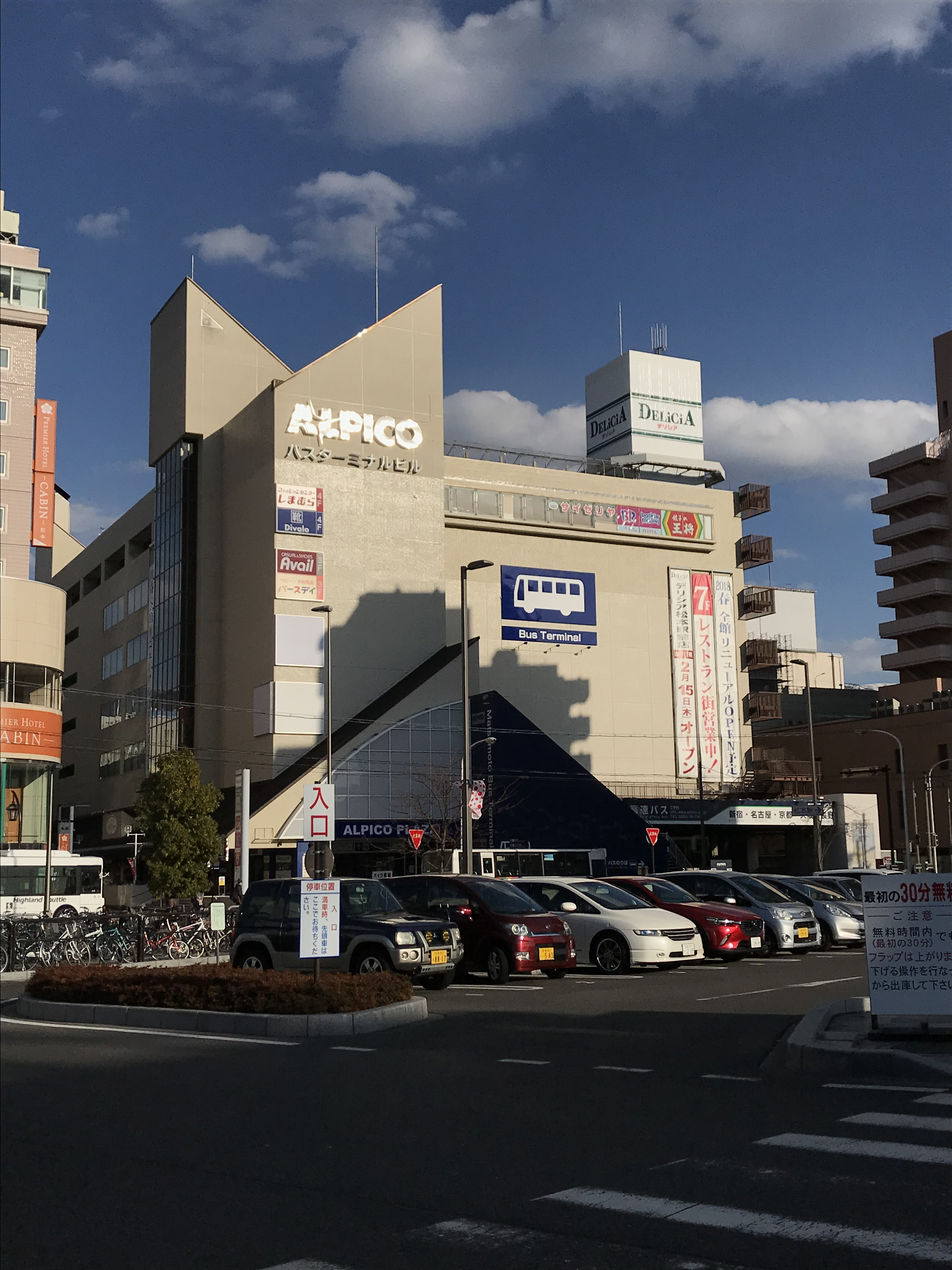
ALPICO的中心據點松本巴士總站

公司的舊名為松本電氣鐵道（日语：／）。在2011年（平成23年）4月1日起，公司與諏訪巴士、川中島巴士收購合併，同時改變商號。曾經公司營運淺間線，該路線行走在松本市東郊淺間溫泉，為一條電車線。
在3間公司合併前，3間公司已經使用同一企業識別。現時公司所屬的集團社名名為ALPICO，即是日本阿爾卑斯公司的意思。主要經營範圍為長野縣的松本地區、諏訪地區和長野地區，以及東京都和大阪府。公司分為總部、諏訪分社、長野分社和東京分社四處。東京分社在2015年4月1日起分離成為Alpico交通東京株式會社。大阪在2016年6月1日分離成為Alpico交通大阪株式會社子公司後，後來於2019年4月1日再次被收購成為Alpico交通大阪分社。
公司營運的鐵路線之英文名稱為「Highland Rail」（高原鐵路），高速、租賃巴士之英文名稱為「Highland Express」（高原特快），一般巴士路線之英文名稱為「Highland Shuttle」（高原巴士路線/高原穿梭路線）。這突顯公司營運地區都在高原地帶。公司已經加盟全國登山鐵道‰會。

## 歷史
- 1919年（大正8年）12月5日 - 筑摩鐵道被給予敷設鐵路許可（松本市－東筑摩郡波多村之間）[3]。
- 1920年（大正9年）5月29日 - 筑摩鐵道公司成立。
- 1921年（大正10年）10月2日 - 島島線 松本 - 新村之間開通。
- 1922年（大正11年）
  - 3月9日 - 被給予敷設軌道許可（松本市－東筑摩郡本鄉村之間）[4]。
  - 9月26日 - 島島線 松本 - 島島之間全線開通（在許可區間中，由於島島 - 龍島之間位處於狹隘的地形，使建設費高昂而放棄建設）。
  - 10月31日 - 公司改名為筑摩電氣鐵道。
- 1924年（大正13年）4月19日 - 淺間線開業。
- 1932年（昭和7年）12月2日 - 公司改名為松本電氣鐵道。
- 1943年（昭和18年） - 松本自動車合併至松本電氣鐵道。
- 1946年（昭和21年） - Alps自動車（設1925年成立）合併至松本電氣鐵道[5]。
- 1955年（昭和30年） - 島島線改名為上高地線。
- 1964年（昭和39年）4月1日 - 淺間線廢止。
- 1978年（昭和53年）4月 - 松本巴士總站所在地巴士總站大廈中的松電商店與伊藤洋華堂開幕。
- 1983年（昭和58年）9月28日 - 上高地線新島島至島島之間由於天災使該路段暫停服務。該路段在兩年後的1985年（昭和60年）1月1日廢止。
- 1992年（平成4年）5月 - 引入企業識別（GI），集團名稱定為Alpico集團。
- 2007年（平成19年）12月25日 - Alpico集團旗下18間公司向八十二銀行（日语：八十二銀行）尋求重組公司。
- 2011年（平成23年）4月1日 - 集團旗下的川中島巴士（日语：川中島バス）和諏訪巴士（日语：諏訪バス）被收購合併，同時公司改名為Alpico交通[6]。
- 2012年（平成24年）11月 - 開設東京分社東京營業所。
- 2015年（平成27年）4月1日 - 上述的東京營業所分離成為獨立子公司Alpico交通東京株式會社。負責營運高速巴士與租賃巴士事業[7]。
- 2016年（平成28年）6月1日 - Alpico交通大阪株式會社成立。同年10月1日開始營業[8]。
- 2019年（平成31年）3月22日 - 加盟成為全國登山鐵道‰會。
- 2019年（平成31年）4月1日 - Alpico交通大阪株式會社被Alpico交通收購合併[9]。Alpico交通大阪分社開始營業。

## 歷代社長
- 第1代 上條信（日语：上條信）：1920年（大正9年） - 1928年（昭和3年） 筑摩鐵道時代，筑摩電氣鐵道前期。
- 第2代 伊原五郎兵衛：1928年（昭和3年） - 1944年（昭和19年） 筑摩電氣鐵道後期、松本電氣鐵道初期。
- 第3代 百瀨藏六：1944年（昭和19年） - 1947年（昭和22年）
- 第4代 山本寅雄：1947年（昭和22年） - 1950年（昭和25年）
- 第5代 瀧澤知足：1950年（昭和25年） - 1987年（昭和62年）
- 第6代 瀧澤至：1987年（昭和62年） - 1998年（平成10年）
- 第7代 瀧澤徹：1998年（平成10年） - 2008年（平成20年）
- 第8代 堀籠義雄：2008年（平成20年） - 2010年（平成22年）
- 第9代 古田龍治：2010年（平成22年） -  2017年（平成29年）
- 第10代 三澤洋一：2017年（平成29年） -

## 鐵路事業
截至2011年（平成23年）4月1日，雖然公司名稱改為Alpico交通，但是鐵路事業內的車站資訊、廣播等仍然使用舊公司的名稱，以「松本電鐵上高地線」「松本電鐵線」呼稱鐵路線。

### 路線

#### 現有路線
| 中文線名 | 日文線名 | 起點 | 終點   | 距離（公里） |
| -------- | -------- | ---- | ------ | ------------ |
| 上高地線 |          | 松本 | 新島島 | 14.4         |

#### 廢止路線
- 上高地線（新島島 - 島島 1.3公里）
- 淺間線（日语：松本電気鉄道浅間線）（松本 - 淺間溫泉（日语：浅間温泉駅） 5.3公里）

### 車輛
2021年12月，Alpico交通引入自東武20000系改裝成的Alpico交通20100型電聯車，並於2022年3月25開始在上高地線上運轉。

#### 現有車輛
- 松本電氣鐵道3000型電聯車（日语：松本電気鉄道3000形電車） - 舊京王3000系（日语：京王3000系電車）、2輛編成 (Mc-Tc)×4抽
- Alpico交通20100型電聯車

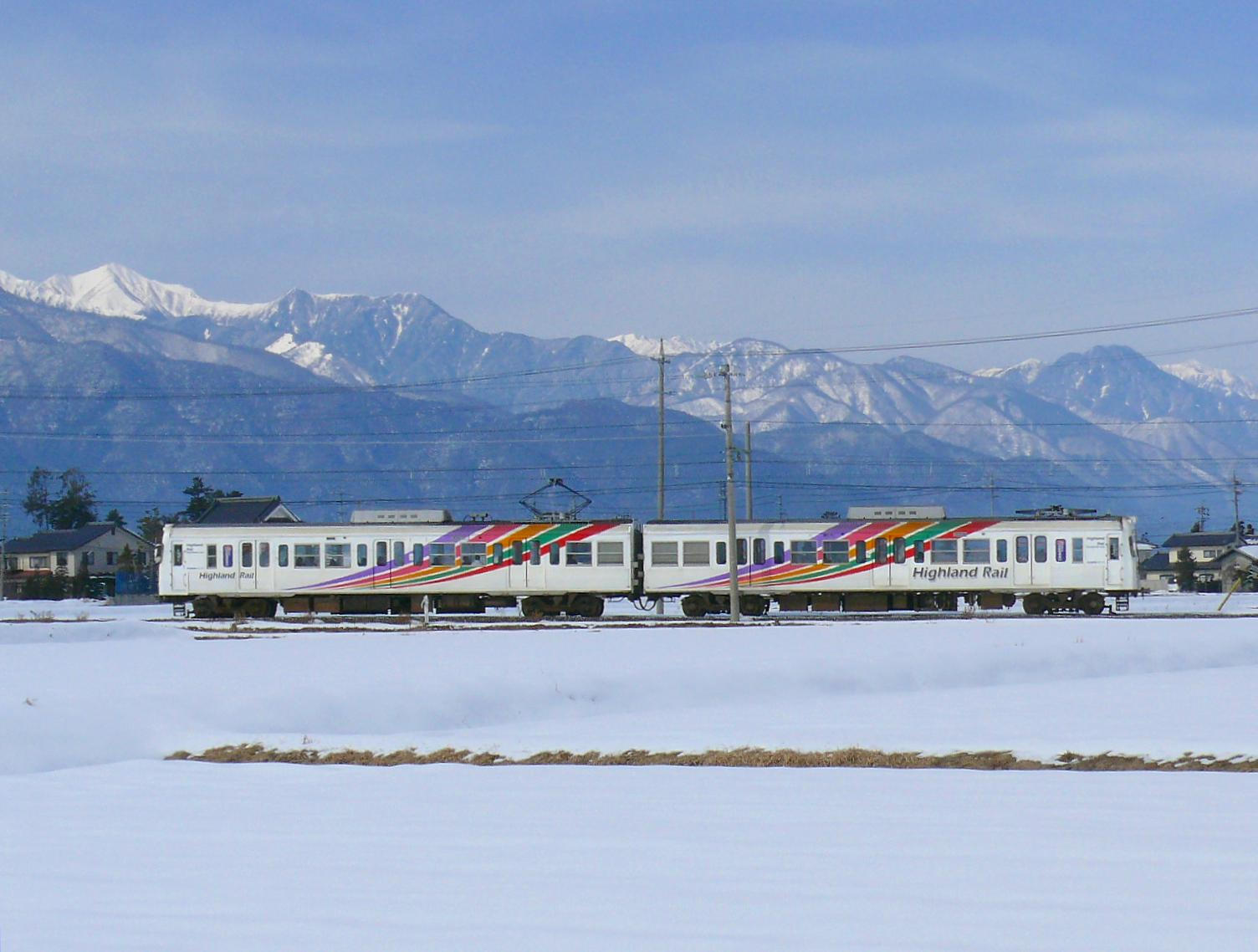
北阿爾卑斯與3000形（2008年2月）
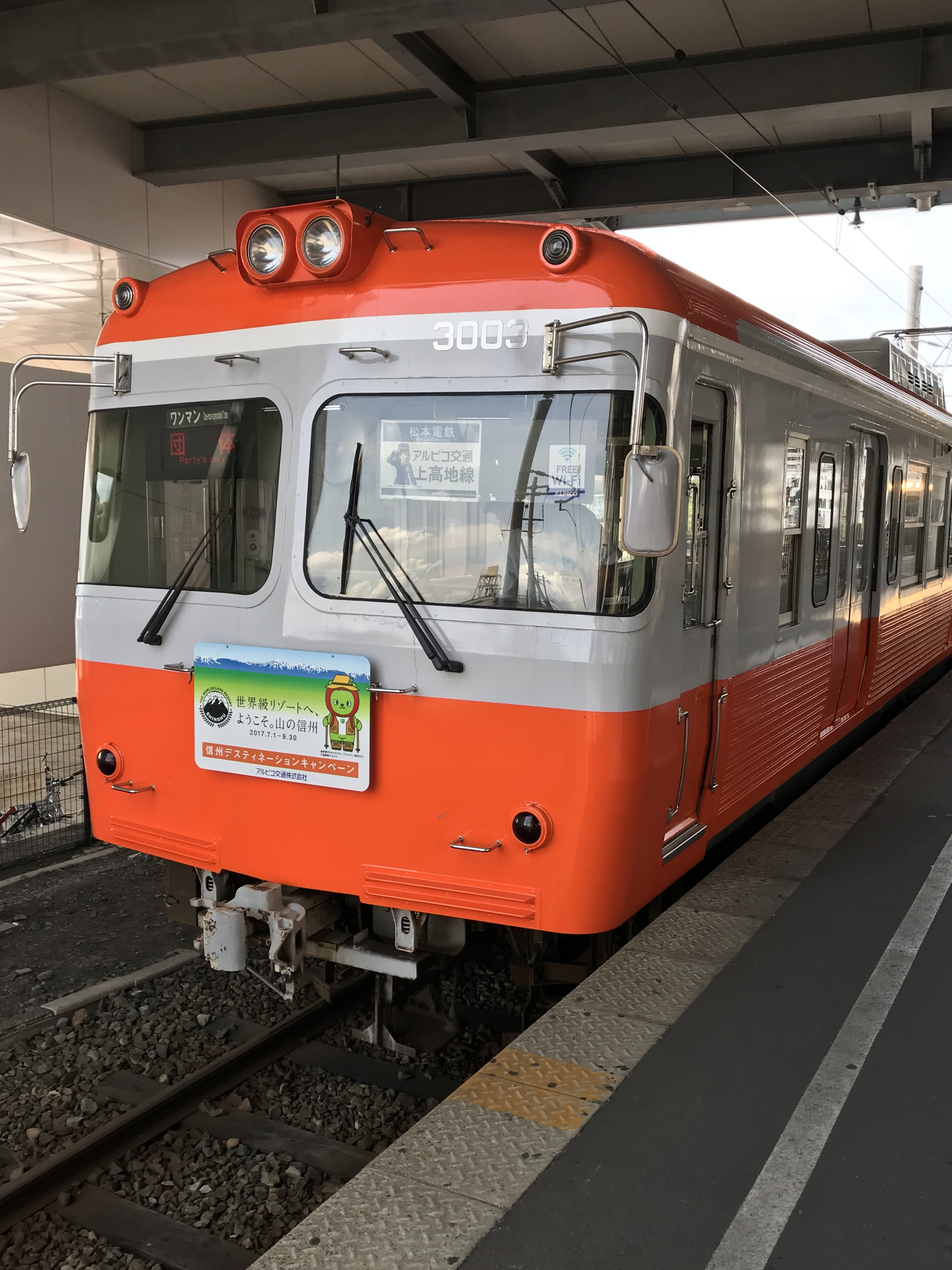
3000形與MoHa10形舊塗裝（2017年7月）

#### 過去車輛
- 5000型電動列車（日语：松本電気鉄道5000形電車） - 舊東急5000系（日语：東急5000系電車 (初代)）
- MoHa10形、KuHa10形電動列車（日语：松本電気鉄道モハ10形電車）
- ED40形電動機車（日语：松本電気鉄道ED40形電気機関車） - 在1971年轉讓給岳南鐵道（日语：岳南鉄道）。
- ED30形電動機車 - 舊西武鐵道A1形←日本國鐵ED22形（日语：信濃鉄道1形電気機関車） 1架。於2005年9月退役。
- HaNiFu1形客車 - 前甲武鐵道的De963形電動列車（日语：甲武鉄道の電車），後來曾經成為信濃鐵道（大糸線前身）的HaFu1、2。在1932年（昭和19年）車廂內加設行李室，並改型號為HaNiFu1、2。後來，HaNiFu1於1955年退役後長久以來放置於新村車廠，在2007年（平成19年）捐贈給埼玉縣埼玉市的鐵道博物館。在捐贈時進行了復原作業，並曾經於新村車廠展示復原後的情況。
- 另外，在筑摩電氣鐵道時代的1927年，車隊中曾經設有來自前伊那電氣鐵道（日语：伊那電気鉄道）的DeWa2（日语：伊那電気鉄道の電車#電動貨車），該車輛為4輪有蓋電動貨車。

### 形像人物
渕東渚（日语：／）
- 2012年3月制定。
- Alpico交通職員，於上高地線新村站執勤。
- 19歲，152cm，最喜愛的食物是蘋果、西瓜、華夫餅。
- 聲優為新田惠海（長野市出身）。
- 人物名稱取自「渕東站」和「渚站」。
- 在網絡上廣泛傳播的一個動漫風角色。
- 設有為該人物而設的渚TRAIN（特別塗裝列車），以5款行走方法每日行走1至12往返班次。
只有車輛外觀經過裝飾，車內廣播仍然使用一般的廣播。但是，在2018年9月29日-2018年11月25日、2019年4月20日-2019年11月10日上述兩段時間，星期六及假日的車內廣播會使用聲優新田惠海的聲音。在2018年實施這個安排時，另外推出了旅遊指南，內容介紹包含上高地線在內長野縣各個地方。
- 動畫《白箱》第24集中出現了特別塗裝列車。在片尾字幕中，協助提供素材出現了「Alpico交通」的名字。

## 巴士事業
總部與各分社的巴士路線在合併前都在各自的營運範圍內經營巴士路線。關於總部、大阪分社和Alpico交通東京的巴士業務可參見「松本電鐵巴士」，長野分社的巴士業務可參見「川中島巴士」，諏訪分社的巴士業務可參見「諏訪巴士」，租賃巴士業務可參見「Alpico Highland巴士」。
2025年3月，Alpico交通宣布，因為公車司機人數不足及乘客數量大幅度減少，因此將於9月底廢除行經長野市內的4條公車路線；而長野市政府表示正在跟Alpico交通商討將廢線的時間延後至2026年3月。

## 其他事業
除了交通事業外，Alpico交通還有以下事業。
- 高速道路服務區中飲食與商店事業（姨捨服務區（日语：姨捨サービスエリア）上下行線、梓川服務區上行線、諏訪湖服務區（日语：諏訪湖サービスエリア）上行線）
- Alpico交通蓼科高原（日语：蓼科高原）別莊地等房地產事業
- 廣告事業

## 注腳
1. 1 2 3 4 5 6  Alpico控股第11期證券報告
2. ↑  会社情報 （页面存档备份，存于）（日語） - Alpico交通
3. ↑  「鐵道免許狀下付」『官報』1919年12月6日（國立國會圖書館數碼化收藏）
4. ↑  「軌道特許状下付」『官報』1922年3月11日（國立國會圖書館數碼化收藏）
5. ↑  . 信濃毎日新聞. 2020-07-01  [2020-07-02]. （原始内容存档于2020-07-03） （日语）.
6. ↑  . 信濃毎日新聞. 2011-02-21  [2015-04-24]. （原始内容存档于2011-02-22） （日语）.
7. ↑  アルピコ交通東京 （页面存档备份，存于）（日語） - Alpico交通株式會社
8. ↑  アルピコ交通大阪株式会社の営業開始について （页面存档备份，存于）（日語） - Alpico交通株式會社
9. ↑  バス子会社の吸収合併のお知らせ （页面存档备份，存于）（日語）
10. ↑  . マイナビニュース. 2022-01-04  [2025-05-03]. （原始内容存档于2023-07-13） （日语）.
11. ↑  . アルピコ交通株式会社. 2022-03-25  [2025-05-03]. （原始内容存档于2025-05-04） （日语）.
12. ↑  . アルピコ交通株式会社. 2022-03-22  [2025-05-03]. （原始内容存档于2025-05-04） （日语）.
13. ↑  アルピコ交通上高地線イメージキャラクターの渕東なぎさですっ （页面存档备份，存于）（日語）
14. ↑  . YOMIURI ONLINE. 読売新聞. 2014-05-20  [2015-04-24]. （原始内容存档于2015-12-09） （日语）.
15. ↑  【鉄道】"なぎさTRAIN"の音声を「新田恵海さん」に変更します｜アルピコ交通株式会社 （页面存档备份，存于）（日語）
16. ↑  【鉄道】"なぎさTRAIN"の音声を「新田恵海さん」に変更します｜アルピコ交通株式会社 （页面存档备份，存于）（日語）
17. ↑  . TBS NEWS DIG. 2025-03-12  [2025-05-03]. （原始内容存档于2025-03-21） （日语）.
18. ↑  . NHK. 2025-03-13  [2025-05-03]. （原始内容存档于2025-03-13） （日语）.
19. ↑  . 読売新聞社. 2025-03-28  [2025-05-03]. （原始内容存档于2025-03-28） （日语）.
20. ↑  . NBS 長野放送. 2025-04-08  [2025-05-03]. （原始内容存档于2025-04-14） （日语）.
21. ↑  . 日本経済新聞社. 2025-04-10  [2025-05-03]. （原始内容存档于2025-04-10） （日语）.

## 外部連結
- Alpico交通官方網站 （页面存档备份，存于）（日語）
- Alpico交通東京 （页面存档备份，存于）（日語）